# Mesa-Arizona-Tempel

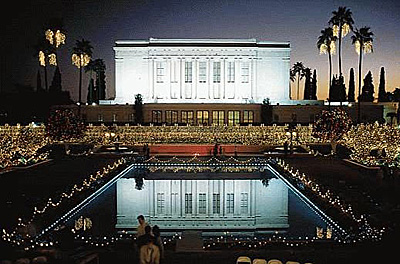
Der Mesa-Arizona-Tempel bei Nacht

Der Mesa-Arizona-Tempel ist der siebte Tempel der Kirche Jesu Christi der Heiligen der Letzten Tage und der erste in Arizona. Er steht in Mesa, einem Vorort von Phoenix. Der Tempel ist einer der wenigen, die keinen Engel Moroni tragen und einer von dreien, die keine Turmspitze haben. Letzteres geht auf das Vorbild des Tempels Salomos zurück, wie auch beim Laie-Hawaii-Tempel und beim Cardston-Alberta-Tempel. 
In der zweiten Hälfte des neunzehnten Jahrhunderts waren zahlreiche mormonische Siedler aus Utah nach Arizona gekommen. Um ihnen den aufwendigen Weg zu den Tempeln in Utah zu ersparen, wurde seit 1908 der Bau eines Tempels in Arizona geplant. Nach einer Verzögerung der Vorbereitung durch den Ersten Weltkrieg konnte der Tempel 1927 eingeweiht werden. Seit 1945 werden in ihm als ersten Tempel Endowmentzeremonien auf Spanisch angeboten. Er wurde von 1974 bis 1975 renoviert.
Er hat 10.583 Quadratmeter Nutzfläche, vier Endowment- und neun Siegelungsräume.

## Meilensteine

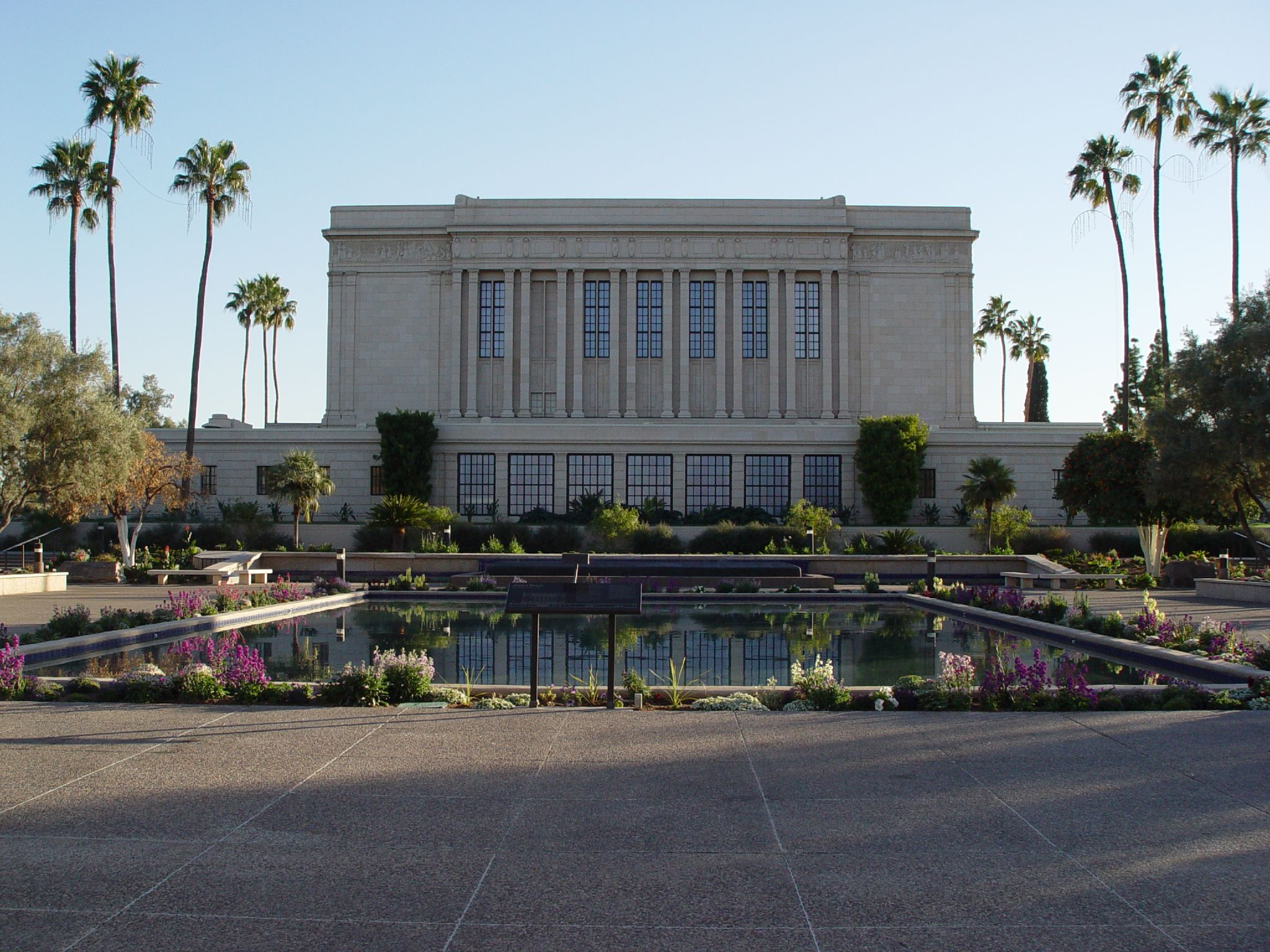
Der Mesa-Arizona-Tempel am Tag

| Ankündigung:        | 3. Oktober 1919                         |
| Erster Spatenstich: | 25. April 1922 durch Heber J. Grant     |
| Weihung:            | 23. Oktober 1927 durch Heber J. Grant   |
| Erneute Weihung:    | 16. April 1975 durch Spencer W. Kimball |